# Jean-Pierre Garen
Jean-Pierre Garen (10 de noviembre de 1932 - 4 de marzo de 2004) fue un médico y escritor francés adscrito a los géneros de la ciencia ficción y novela policíaca, cuya primera novela fue publicada en 1975. Publicó 55 novelas bajo la colección Anticipation de Fleuve-Noir, donde Marc Stone fue uno de sus personajes más conocidos. Fue condecorado con la Orden Nacional del Mérito en 1992.

## Obras
| - Les Adorateurs de Kaal (1994). - L'Antre du démon (1998). - L'Araignée de verre (1994). - Astronef Mercure (1991). - Attaque parallèle (1976). - Le Bagne d'Edenia (1975). - Le Camp des inadaptés (1992). - Capitaine Pluton (1981). - Le Chariot de Thalia (1987). - Chasse infernale (1990). - La Chute des dieux (1990). - Les Damnés de l'espace (1976). - Les Démons de la montagne (1987). - Le Dernier des Zwors (1982). - Des enfants très doués (1989). - Le Dragon de Wilk (1987). - L'Emprise du cristal (1984). - Les Entrailles de Wreck (1998). - L'Épée de lumière (2003). | - La Fleur pourpre (1986). - Le Gardien du cristal (1990). - Génie génétique (1983). - Le Gladiateur de Vénusia (1986). - Les Guerrières de Lesban (1987). - Les Hommes du maître (1995). - L'Inconnue de Ryg (1985). - Justice galactique (1996). - Le Maître de Juvénia (1988). - Les Mangeurs de viande (1993). - Mémoire génétique (1978). - Les Mines de Sarkal (1994). - Mission secrète (1992). - Mission sur Mira (1979). - Les Moines noirs (1993). - La Montagne rouge (1996). - L'Ombre des Rhuls (1991). - Opération Bacchus (1986). - Opération Epsilon (1977). | - Orage magnétique (1976). - L'Ordre des ordres (1984). - Piège sur Korz (1989). - La Pierre du diable (1998). - Les Pierres de sang (1989). - Les Pieuvres végétales (1998). - Les Pirates de Sylwa (1991). - La Planète des Lykans (1991). - La Planète morte (2004). - Les Possédés du démon (1992). - La Quête du Graal (1988). - Recherche sans espoir (2003). - Recyclage (1992). - Le Roi de fer (1989). - Safari mortel (1990). - Le Secret des initiés (1977). - Le Temps et l'espace (1993). - La Vengeance de l'Androïde (1988). |